# 今津朝山
今津朝山（いまづあさやま）は千葉県市原市の姉崎地区にある大字。郵便番号は299-0106。

## 概要
姉崎地区の最北部にある。

## 地理
北は千種、東は島野と白塚、南は姉崎、西は姉崎海岸と接する。

## 歴史

### 沿革
- 1955年（昭和30年）
  - 3月30日 - 五井町の一部になる[8]。
  - 3月31日 - 姉崎町に編入されて姉崎町の一部になる[8]。
- 1963年（昭和38年）5月1日 - 市原市（姉崎地区）の一部になる[8]。

## 世帯数と人口
2022年4月1日現在の世帯数と人口は以下の通りである。
| 町丁字   | 世帯数  | 総人口  |
| -------- | ------- | ------- |
| 今津朝山 | 924世帯 | 1,810人 |

## 通学区域
市立小学校・市立中学校及び県立高等学校の通学区域は以下の通りである
| 町丁字   | 小学校             | 中学校             | 高等学校 |
| -------- | ------------------ | ------------------ | -------- |
| 今津朝山 | 市原市立千種小学校 | 市原市立千種中学校 | 第9学区  |

## 交通

### 鉄道
駅はないが最寄りは東日本旅客鉄道内房線 姉ケ崎駅である。

### バス
- 小湊鉄道
  - 五23系統：五井駅西口〜アピタ前〜姉ケ崎駅西口

### 道路
1. 国道・県道
  - 近くに国道16号が通っている。
2. 主な市道
  - 潮見通り